# Рафинерия
Рафинерията е съоръжение за пречистване на специфични продукти. Най-често рафинериите са нефтени, но има и други, като например за захар, олио, природен газ и др.